# 亚碲酸钡
亚碲酸钡是钡的亚碲酸盐，化学式 BaTeO3。其它亚碲酸钡（例如 Ba4TeO11）也是已知的。

## 制备
亚碲酸钡可以由碳酸钡和二氧化碲在940—950°C反应而成。
{\displaystyle {\ce {BaCO3 + TeO2 -> BaTeO3 + CO2}}}
它也可以由氯化钡和亚碲酸钠反应而成，会形成三水合物或一水合物。
{\displaystyle {\ce {BaCl2 + Na2TeO3 -> BaTeO3*3H2O + 2 NaCl}}}

## 性质
亚碲酸钡有两种结构。一种是单斜晶系，另一种是正交晶系。它们都有三角锥形的TeO3结构。其中，单斜晶系的亚碲酸钡的结构和高氯酸钾相关。亚碲酸钡的一水合物是单斜晶系的。